# 天樽增六
雙子座44，又名BD+22 1566，HD 53257、SAO 79042、HR 2659，是雙子座的一颗恒星，视星等为6.02，位于銀經193.94，銀緯13.01，其B1900.0坐标为赤經6h 59m 17.1s，赤緯+22° 13.01′ 14″。